# Chiesa della Trasfigurazione di Nostro Signore e Sacro Cuore di Gesù
La chiesa della Trasfigurazione di Nostro Signore e Sacro Cuore di Gesù è la parrocchiale di Castelletto, frazione di Leno in provincia di Brescia. Risale al XVIII secolo.

## Storia
La costruzione della chiesa dedicata alla Trasfigurazione di Nostro Signore e Sacro Cuore di Gesù venne iniziata verso la fine del XVIII secolo quando la comunità ottenne l'autorizzazione dalla Repubblica di Venezia, nel 1782. Un anno dopo l'apertura del cantiere tuttavia i lavori vennero interrotti.
All'inizio del XIX secolo fu possibile riprendere la costruzione per arrivare così al suo completamento, nel 1809, ma nuovamente sorsero difficoltà sia nella conduzione dei lavori sia sul piano economico, e tutto venne ancora sospeso.
Dopo la nomina di un nuovo parroco nel 1878, don Giovanni Barbi, fu possibile concludere finalmente la costruzione.

## Descrizione
La chiesa si trova nell'abitato di Castelletto di Leno con orientamento verso sud.
La facciata è in laterizio e solo la parte basale ha un rivestimento in marmo botticino bianco per un'altezza di circa 2 metri che si articola, attorno al portale, con un'elegante cornice neoclassica.
L'interno ha una sola navata con cappelle laterali. 
Sull'altar maggiore una pala con l'immagine del Redentore.
Nella cantoria presbiteriale è presente l'organo che è stato ricostruito nel 1930 da Andrea Nicolini con l'utilizzo di molte parti del revisionato organo di Giovanni Tonoli del 1882. Delle sue 871 canne 495 sono attribuite a Nicolini, 360 a Tonoli e di 16 non si hanno dati certi. Lo strumento è stato restaurato nel 2014.